# إشقيل ثنائي الأوراق
إشقيل ثنائي الأوراق (الاسم العلمي: Scilla bifolia) هو نوع من النباتات يتبع جنس الإشقيل من الفصيلة الهليونية.